# WTA-toernooi van Aix-en-Provence
Het WTA-toernooi van Aix-en-Provence was een eenmalig tennistoernooi voor vrouwen dat van 18 tot en met 24 juli 1988 plaatsvond in de Franse plaats Aix-en-Provence. De officiële naam van het toernooi was Aix-en-Provence Open.
De WTA organiseerde het toernooi, dat in de categorie "Tier V" viel en werd gespeeld op gravel-banen. Er werd door 56 deelneemsters gestreden om de titel in het enkelspel, en door 24 paren om de dubbelspeltitel.

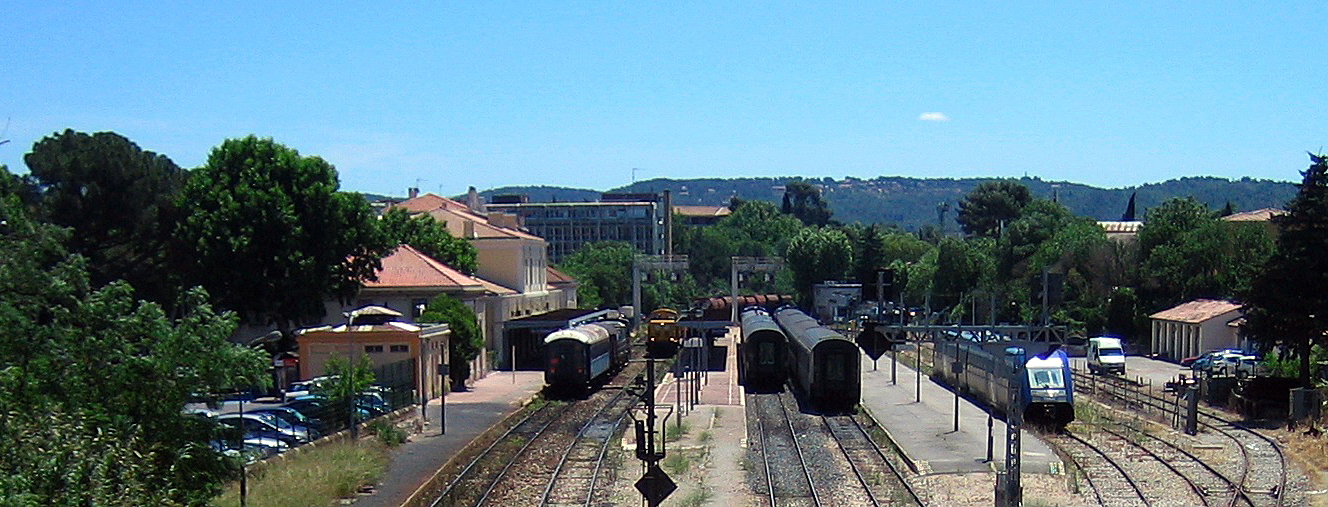
Station van Aix-en-Provence

## Finales

### Enkelspel
| Datum      | Naam                 | Cat.   | ($)     | Ondergrond     | Winnares       | Verliezend finaliste | Uitslag  |
| ---------- | -------------------- | ------ | ------- | -------------- | -------------- | -------------------- | -------- |
| 1988-07-18 | Aix-en-Provence Open | Tier V | 100.000 | gravel, buiten | Judith Wiesner | Sylvia Hanika        | 6-1, 6-2 |

### Dubbelspel
| Datum      | Naam                 | Cat.   | ($)     | Ondergrond     | Winnaressen                         | Verliezend finalistes                   | Uitslag  |
| ---------- | -------------------- | ------ | ------- | -------------- | ----------------------------------- | --------------------------------------- | -------- |
| 1988-07-18 | Aix-en-Provence Open | Tier V | 100.000 | gravel, buiten | Nathalie Herreman Catherine Tanvier | Sandra Cecchini Arantxa Sánchez Vicario | 6-4, 7-5 |